# Infern - Cant Trenta-unè

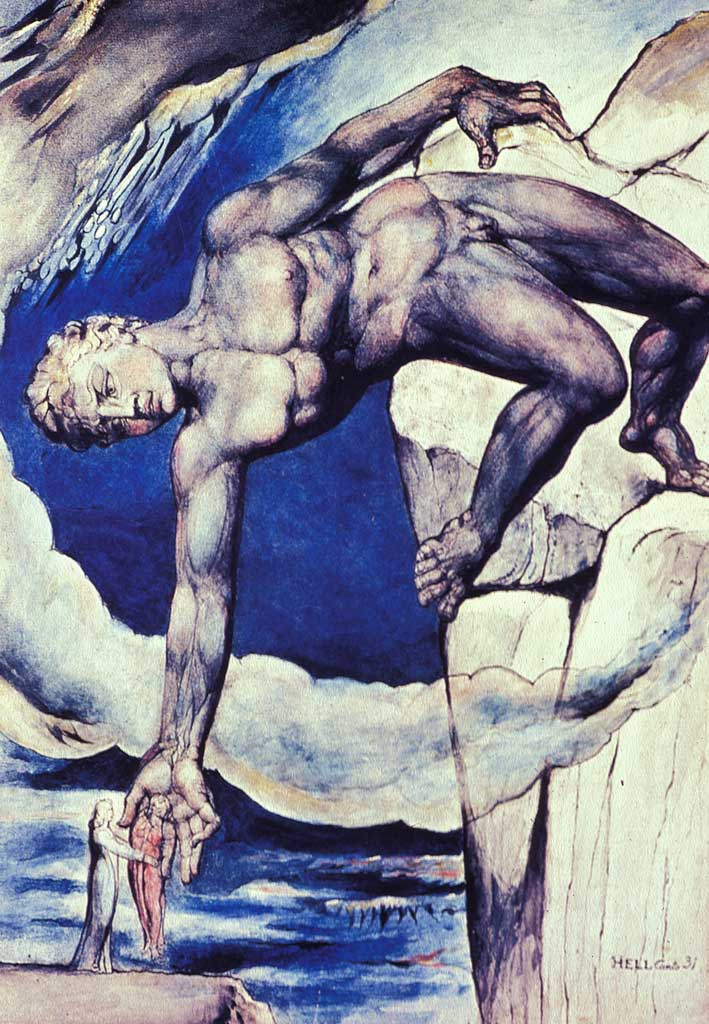
William Blake- Anteu baixant Dante i Virgili al novè cercle de l'Infern (1826)

El cant trenta-unè de l'Infern és un fragment de l'obra La Divina Comèdia.
El cant trenta-unè de l'Infern de Dante Alighieri té lloc entre el vuitè i el novè cercle, al pou dels gegants, castigats per haver-se oposat a Déu; som a la tarda del 9 d'abril del 1300 (dissabte sant), o segons altres comentaristes del 26 de març del 1300.
Aquest és un cant de connexió entre dues zones diferents de l'Infern, com també ho era el cant X (prop de les parets de la ciutat de Dite) entre els pecadors per incontinència i els que ho eren per malícia, i els cants XVI i XVII (amb el vol de Gerió entre ells) entre violents i fraudulents.
En aquest cant els nostres poetes es troben al final de Malebolge, passen de la zona del frau a la zona dels traïdors, on seran baixats per Anteu l'únic gegant que no està lligat, i veuran altres gegants enterrats en la paret del pou fins a la cintura: Nimrod, Efialtes de Mèlida, i es parlarà de Tici, Tifeu i Briàreu altres gegants que no arriben a veure.

## Anàlisi del cant

### Els Gegants (vv.: 1-45)
El cant comença amb la cloenda de l'episodi del cant anterior: Virgili havia renyat severament a Dante pel seu baix impuls d'entretenir-se observant la baralla vulgar entre Mestre Adam i Sinó; després però el perdona en veure la gran vergonya que sent el nostre poeta.

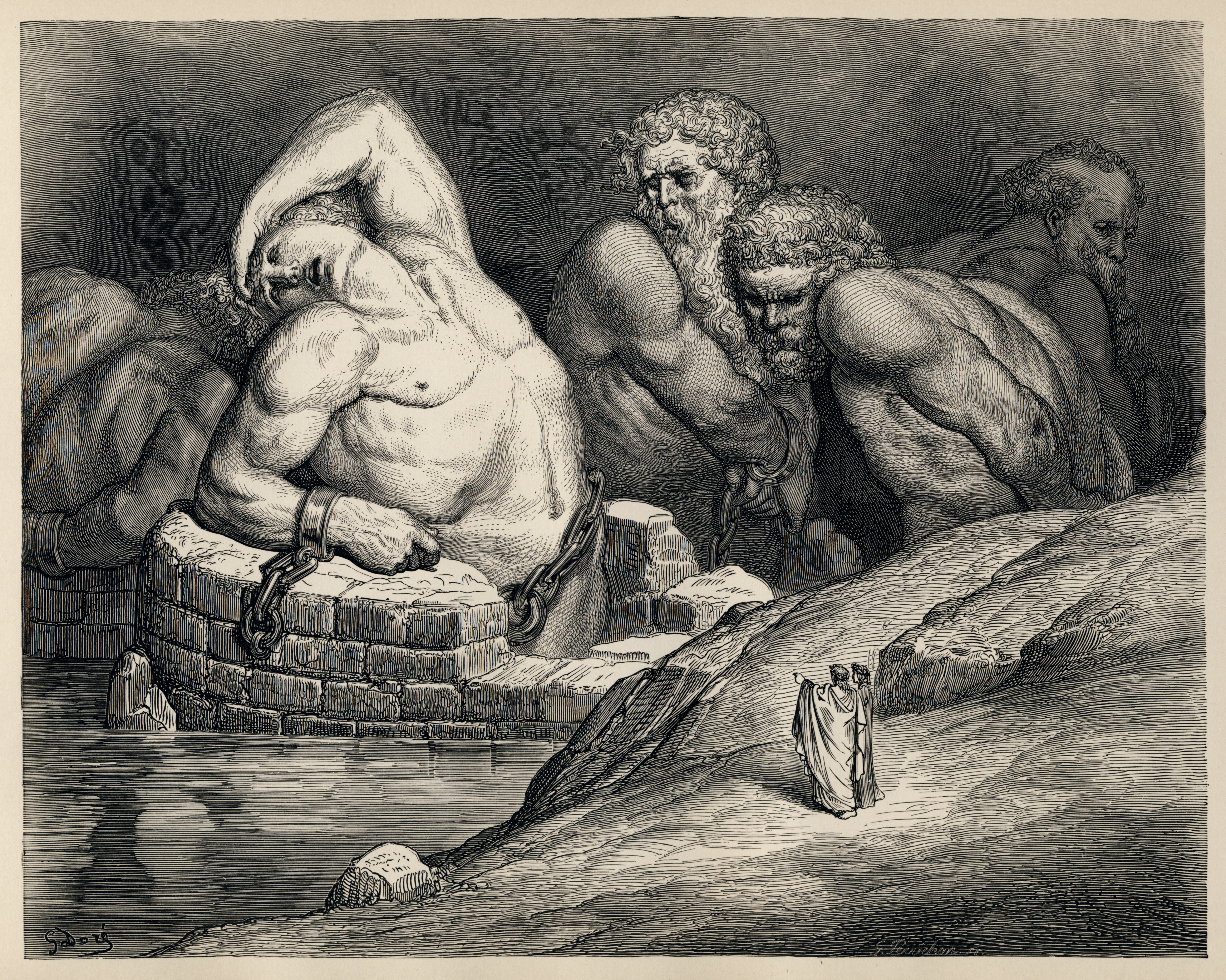
Els gegants del cant XXXI segons Gustave Doré

Dante, doncs, diu que el mateix llenguatge que el va "mossegar", fent-lo ruboritzar: “em va tenyir de roig les galtes,”; també el va guarir: “i em va donar després la medecina” com la llança de Peleu heretada per Aquil·les, que amb un cop feria i amb un altre curava, una figura mitològica que també va ser utilitzada per Petrarca i altres poetes del segle xiv com a símbol del petó de la dona estimada.
Els dos poetes caminen, doncs, per l'últim marge del vuitè cercle després d'haver creuat l'última fossa de Malebolge, procedint en silenci en la foscor: “Allà era menys que nit i menys que dia, / i la vista no arribava lluny;”. En aquest silenci irromp de sobte i eixordador, el so d'un gran corn, més fort que qualsevol tro, que va fer alçar els ulls a Dante adreçant-los cap allà d'on sortia: Dante el compara i diu que no fou tan fort el so de l'olifant que el paladí Rotlan va fer sonar a Roncesvalls (a la Chanson de Roland), per avisar a Carlemany de l'atac de que és objecte la rereguarda de l'exèrcit, com aquest so infernal.
Poc després Dante, esmolant la vista, creu que distingeix algunes torres altes i demana al mestre a quina terra o ciutat pertanyen. Virgili li explica: “Com que tu vas caminant / per la tenebra i mires massa lluny, / erres del tot en el que t'imagines.”. Per això l'anima a anar un poc mes de pressa per veure-ho millor.

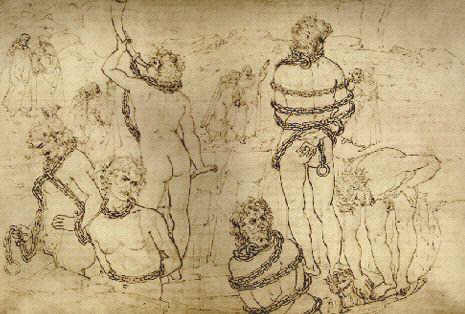
Sandro Botticelli. Els sis gegants despullats al voltant del pou del cant XXXI

Després agafa la mà de Dante, animant-lo en aquest passatge crucial i comença a explicar: “Abans d'anar més endavant, / a fi que el fet no et semble tan estrany, / ja et dic que no són torres, són gegants: / són al costat de les vores del pou, / tots enfonsats des del melic avall.”
A mesura que s'acosten tots dos al lloc, Dante pren consciència de la realitat i s'esborra l'error, però augmenta la por d'estar davant d'aquests éssers monstruosos. Com les muralles de Monteriggioni coronades per les seves torres, així a la vora del pou, s'enlairen els horribles gegants enfonsats del melic cap avall en la roca a la vora del pou, i Júpiter continua amenaçant-los des del cel cada cop que trona (ja que aquests gegants van ser derrotats pels llamps del déu en la batalla de Flegra).
Dante insisteix contínuament en les torres (la grandiositat dels gegants), perquè vol remarcar la gran majestuositat d'aquests éssers, però també la seva immobilitat.
Els comentaristes han discutit si els gegants són pecadors o guardians del proper cercle dels traïdors: Dante en subratlla la seva humanitat, eliminant en ells qualsevol element sobrenatural, excepte la seva talla; igual que es troba per exemple a Lucà o en Ovidi; a més, no foren traïdors a ningú, per la qual cosa és poc probable que simbolitzin la traïció (a diferència del cas per exemple de Gerió com a guardià del cercle dels fraudulents i com a símbol del frau), sinó que fins i tot, dels elements que Dante escull per descriure'ls, sembla que siguin una mena d'introducció a Satanàs, situat al centre del llac glaçat dels traïdors. Ells de fet van pecar de supèrbia, com Llucifer, l'Àngel rebel, i s'assemblen al Dimoni dantesc en més elements: l'alçada, la inexpressivitat, la comparació amb edificis (torres o molins), la posició que impedeix de veure'n les cames… etc.

### Nemrod - vv. 46-81
Mentrestant Dante comença a distingir la cara, el pit, el ventre i els braços penjant als costats del gegant més proper. Aquesta visió extraordinària li recorda al poeta una reflexió sobre la Natura, que segons ell va fer bé en aturar "l'art” de crear uns éssers com els gegants, tan sovint executors de Mart, és a dir instruments de la guerra. La Natura crea encara elefants i balenes sense penedir-se'n i així diu d'ella:
“... qui observe amb atenció

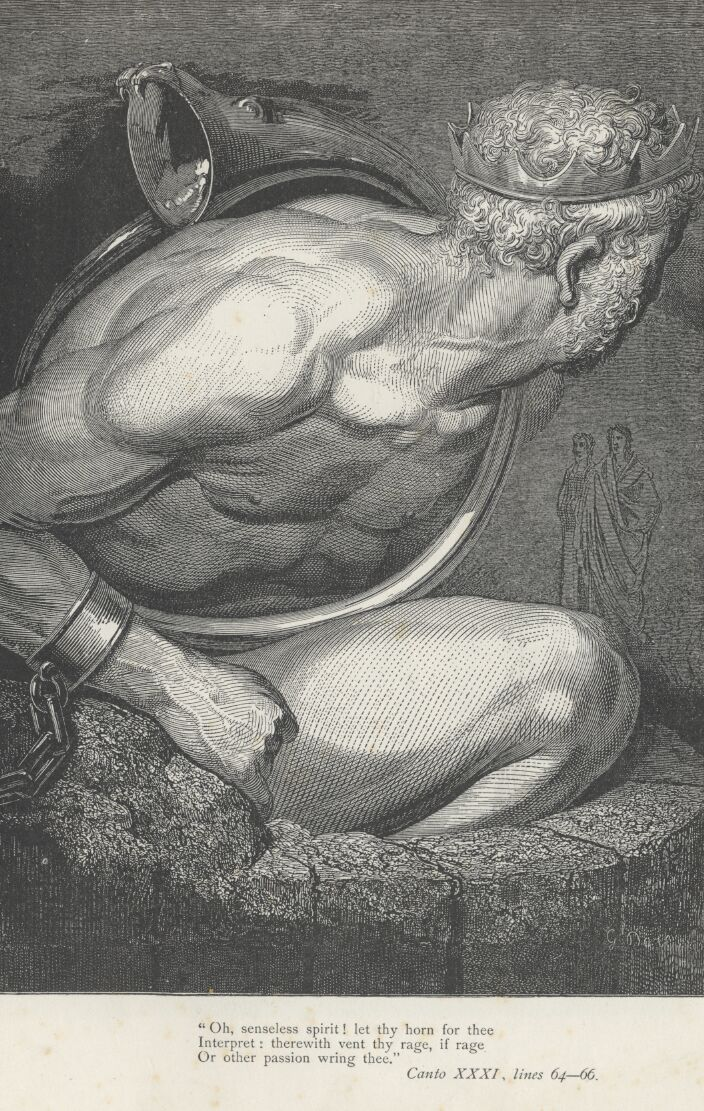
Nemrod del cant XXXI de l'Infern segons Gustave Doré (1892)

la tindrà per més justa i més prudent:
perquè allà on els recursos de la ment
s'uneixen amb la força i la maldat,
cap protecció no hi pot trobar la gent.”
(Cant XXXI, Infern vv. 53- 57)
Mart, déu de la guerra, tindria els seus millors executors en aquests gegants d'enorme força i escassa intel·ligència. Quant a les altres bèsties enormes, elefants i balenes, són del tot innocents
La cara del gegant recorda a Dante la Pinya de Sant Pere, una pinya de bronze de fabricació romana que es trobava aleshores davant de l'església del Papa i que avui es troba al pati creat per Bramante als palaus del Vaticà: tenia gairebé quatre metres d'alçada- Les altres extremitats, descriu Dante, eren proporcionals amb aquesta mesura (és la primera de les nocions mètriques que el poeta posa per donar realisme a la descripció i que per a cada gegant donen un resultat al voltant dels 25 metres d'alçada.
El terraplè actua com una falda (calçons: “perizoma”: una paraula massa erudita per l'època, que deriva del grec, present en el Gènesi a propòsit del vestit d'Adam i en Isidor de Sevilla) i en sobresortia tant, que tres frisons (habitants de la Frisia, considerats com de la població més alta del món), no haurien arribat des del terraplè als seus cabells: “perquè jo en veia més de trenta pams / des d'on lliguen els homes el mantell.” (les espatlles). Aquestes mesures donen més o menys el mateix resultat d'alçada en proporció que hem dit en el paràgraf anterior.
Aquest gegant que estan descrivint, fou Nembrot descendent de Noè. Noè va tenir tres fills, Cam, Sem i Jàfet: d'aquests va tenir molts descendents; Nemrod era dels descendents de Cam, i fou el més gran del seu llinatge; Gómer de Jàfet, ho fou del seu i Elam del de Sem. Aquests tres van acordar que, si mai arribés a la Terra una inundació similar a la que va patir el seu avi Noè, es poguessin salvar. Així doncs, Nemrod que va fundar el regne de Babel (Babilònia) i en fou el primer rei (Gen. 10, 8-10), va ser l'inductor de la construcció de la torre de Babel, tan alta i tan gran, que tothom pogués sobreviure a dalt. Creient-se per l'alçada de la torre poder-se protegir del judici de Déu. Van mostrar orgull i revolta contra Déu; però Déu, va confondre els idiomes dels treballadors de la torre, de tal manera, que ningú entenia ningú, va frustrar el disseny boig, i els descendents de Noé es van escampar per tot el món.

#### «Raphèl maì amècche zabì almi» (v. 67)
Aleshores quan els veu, el gegant parla: però el seu crit no és “un psalm més dolç" i Virgili el renya i li diu que es desfogui abans amb el corn i dient-li ben bé tres cops, anomenant-lo: “Ànima estúpida” “ànima confusa”, segons això alguns han cregut que així Dante volia indicar l'estupidesa dels gegants; en realitat la qüestió no és tan simple. Pel que fa a la frase obscura pronunciada per Nemrod ha provocat moltes discussions entre la crítica dantesca.
Lemay, en un assaig interessant, va recordar que en la tradició àrab el nom de Nemrod designa un rebel estúpid i violent; però, abans d'ell, molts havien defensat que es tractava d'una expressió àrab. Per a d'altres, seria una expressió en un idioma semític, siríac, caldeu, o en particular l'hebreu. Per Lemay la frase fa referència al pecat d'idolatria de Nemrod i a la justa venjança divina [2]. D'altres autors  diuen que el terme "zabi" dona fe de la vinculació amb els sabeus i el sabeisme que eren creients del profeta Noé, i això podria reconduir a la matriu esotèrica de la Divina Comèdia.

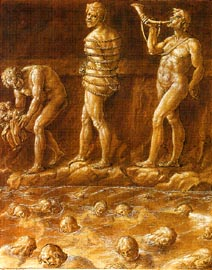
El pou dels gegants segons Giovanni Stradano (1587)

S'han donat interpretacions múltiples de la frase o crit de Nemrod, però podria assemblar-se a alguna de les expressions que hem vist en boca d'altres dimonis en el recorregut fins aquí (tenim l'antecedent de "Pape Satan," del cant VII, també incomprensible). Seria, doncs, un crit d'orgull o un crit de desesperació, es podria suposar que digués per exemple: quina gent, diable, és aquesta, que ve? Fins i tot potser manifesten una onada d'ira. Aquesta tesi sembla més convincent no només per la confirmació que indirectament rep de les paraules de Virgili quan la ira o una altra passió el toca. A més  la trompa segons una tradició al·legòrica és un símbol d'orgull violent, com els nostres poetes han anat movent-se cap al fons infernal, el frau al llarg de Malebolge es converteix en violència i està estretament lligat a la ira.
A pesar de totes les interpretacions que s'han fet de la frase de Nemrod, es tracta de sons sense sentit segons la intenció de Dante: en cas contrari, qui volgués donar-li sentit, demostraria que l'autor s'hauria contradit a si mateix”. El mateix Virgili la defineix després d'alguns versos com a incomprensible.
El llenguatge de Nemrod seria, doncs, el llenguatge pur dels orígens (abans de la catàstrofe de la Torre de Babel), o seria la conseqüència, més probablement del fet que qui estigués en la posició més alta rebés un idioma més degradat. I així Virgili  diu de Nemrod: s'acusa a si mateix; i és castigat sense una parla intel·ligible.

### Efialtes - vv. 82-111
Els dos poetes s'allunyen tot seguint cap a l'esquerra i a una distància d'un tret de ballesta troben un altre gegant, més arrogant i més gran que l'anterior. Qui sigui que el va encadenar, pensa Dante li havia posat el braç esquerre al davant i el braç dret darrere, lligat amb una cadena que només des de la part descoberta del coll en avall el cenyia amb cinc voltes.

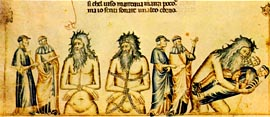
Anònim napolità, Dante i Virgili observen Efialtes i Briàreu; Anteu diposita als poetes al nove cercle (1370).

Després d'un gegant bíblic, amb el plaer de pescar lliurement en altres repertoris iconogràfics i literaris, Dante introdueix els Gegants de la mitologia grega, en particular Efialtes de Mèlida, que Virgili presenta com qui va voler amb supèrbia, experimentar el seu poder contra el de Júpiter durant la Gigantomàquia: “i això és el seu premi”, i s'explica el contrapàs al vers 96: "els braços que va alçar, ja no els mou mai”, és a dir, està immòbil, cosa que fa inútil la seva força.
Aleshores, Dante, pensant de nou en la pujada dels gegants a l'Olimp, pregunta on es troba el més cruel: “Si pot ser, jo voldria / veure la immensitat de Briàreu / i comprovar-la amb els meus propis ulls”, però Virgili li respon que es troba a l'altra banda del cercle, molt lluny, mentre que d'aquí una estona podrà veure a Anteu que parla. (i per tant, entén el seu llenguatge, a diferència de Nimrod) i està solt (a diferència de Efialtes de Mèlida i Briàreu): dues condicions que ben aviat s'entendrà perquè són necessàries. Segueix una breu descripció de Briàreu: "el que tu vols veure és molt lluny d'ací, / encadenat, i és igual com aquest, / tret que la cara sembla més feroç.”.
De sobte es produeix un terratrèmol, per a Dante el més violent, que hagi sacsejat mai una torre. Era Efialtes qui es va sacsejar, produint en Dante la por més gran de morir: “Llavors vaig témer més que mai la mort,”, hauria entrat en pànic si no hagués vist les fermes cadenes que empresonaven al gegant. Sobre els motius d'aquest rampell, hi ha dues explicacions possibles: o bé al gegant no li han agradat les paraules de Virgili, perquè descrivien a Briàreu com més imponent que ell (per tant, per supèrbia), o bé només és un esclat d'ira per veure's obligat a ser vist en aquella mesquina immobilitat (similar a la vergonya de Capaneu i de Caifàs, ja trobats en altres llocs de l'Infern cants XIV i XXIII respectivament).

### Anteu - vv. 112-145
Seguint caminant, tots dos arriben a Anteu, que, excloent el cap, sobresortia del pou cinc "alle": “i arribarem a Anteu, que ressortia / cinc canes de la roca, a més del cap”. La cana (“alla”) és una mesura en ús a Flandes (però també a Catalunya i les Illes) que correspon a aproximadament un metre i 20 o 50 cm.

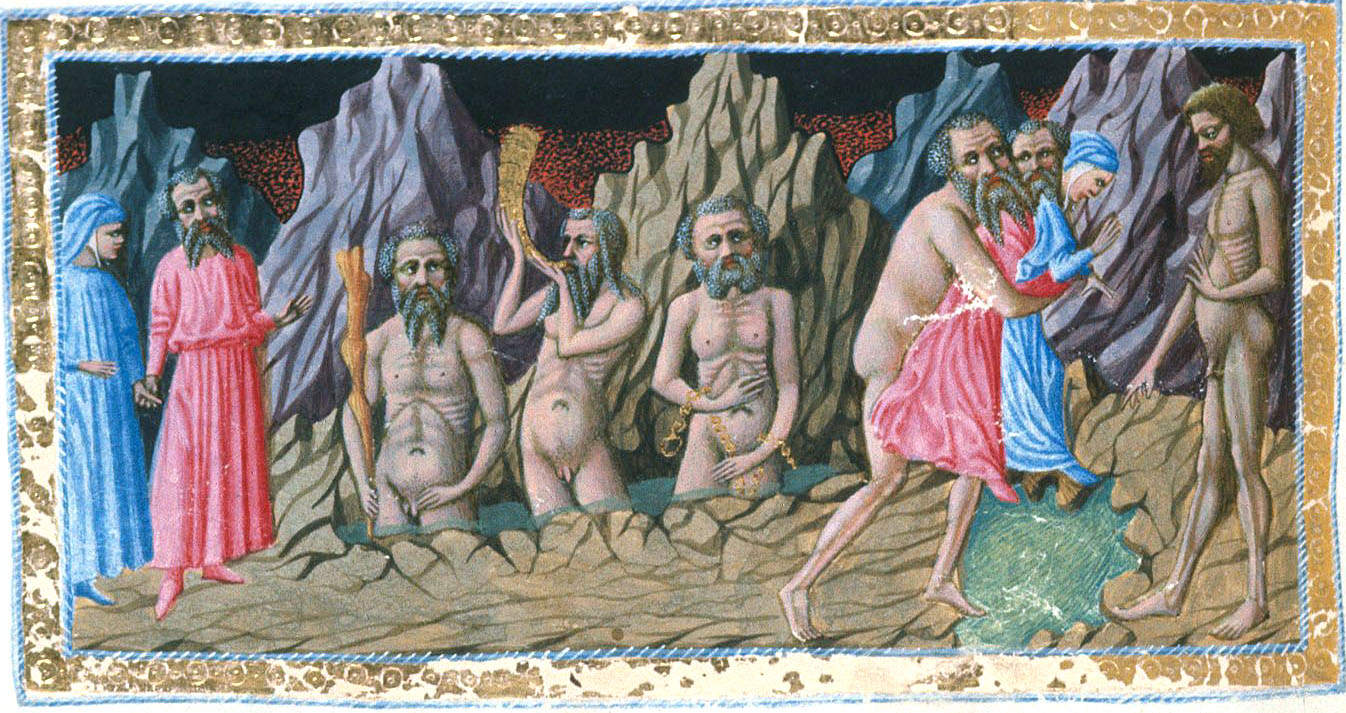
Cant XXXI segons Priamo della Quercia

Virgili es gira cap a ell sense perdre el temps, fent servir un discurs retòric amb una “captatio benevolentiae” de manual: primer la persuasió amb l'exageració de les gestes de l'interlocutor, després l'adulació (parafrasejant sovint frases de la Farsàlia de Lucà), la comparació amb altres gegants menys forts i la promesa de la fama. En detall, el seu discurs és: (paràfrasi vv. 115-129): "Tu, que vas caçar més de mil lleons a la vall que Escipió l'Africà va omplir de glòria fent retirar Hanníbal i els seus (la vall de Zama a Líbia), i que si haguessis estat present en l'alta guerra (la Gigantomàquia), en què aquests germans teus van combatre (els fills de Gea, la terra), l'hauríeu guanyat, porta'ns a baix, fes-ho sense desdeny, allà on el fred té congelat el Còcit. No ens enviïs a Tici o a Tifeu: tu pots donar-nos allò que necessitem, per això inclina't i no torces el morro. Ell (Dante) després de tot et pot donar fama al món, ja que ell és viu i encara l'espera llarga vida si la gràcia no el crida abans de temps".
El fet que Anteu no estigui lligat per cadenes, s'explica a conseqüència del fet que no va participar en la guerra dels Gegants; per aquest motiu, Virgili l'adula, dient-li que si ell hagués estat present, la guerra s'hauria guanyat.
Sense dir res, Anteu allarga la mà, la pressió de la qual ja va ser provada per Hèrcules (a l'episodi d'Hèrcules i Anteu), i agafa Virgili, que al seu torn aferra Dante abraçant-lo. Dante, quan veu el gegant doblegant-se sobre ells, té desig d'escapar i recorda un efecte viscut sota la torre Garisenda de Bolonya: posant-se a peu dret al costat de la inclinació i mirant cap amunt, al pas dels núvols sembla que la torre cau cap a tu i que els núvols estan quiets. Una anotació de gran sagacitat i realisme que retrata de manera viva aquesta experiència sobrenatural, una mica com la descripció del vol a l'esquena de Gerió (Inf. XVII).
Suaument els dos poetes són dipositats: “en el fons / que s'engoleix Judes i Llucifer;”.
Aleshores el gegant no es queda inclinat ni un segon, sinó que respectant la seva condemna a la immobilitat, es va aixecar ràpidament: “com l'arbre d'un vaixell”.

## Recitats a la xarxa
- Paràfrasi i imatges animades
- Sermonti, Vittorio. Lectura i comentari
- Carlo d'Angelo